# Бібліотека № 158 (Київ)
Бібліотека № 158 Дніпровського району м.Києва.

## Адреса
02092, Київ, вул. Алматинська, 109;
Працює: понеділок-четвер – з 10-00 до 19-00;
неділя – з 10-00 до 18-00;
п’ятниця, субота – вихідні;
останній день місяця – санітарний.
http://dniprolib.com.ua/lib0/liblib/13-lib10.html[недоступне посилання з червня 2019]

## Характеристика
Площа приміщення бібліотеки — 201 м², бібліотечний фонд — 16507 примірників. Щорічно обслуговує 2,8 тис. користувачів, кількість відвідувань за рік — 17,750 тис., книговидач — 51,850 тис. примірників.

## Історія бібліотеки
Бібліотека організована 1935 року профспілкою Дарницького вагоноремонтного заводу (ДВРЗ).
Під час війни, при евакуації заводу у Чувашію, бібліотечний фонд був вивезений. Після визволення Києва завод було відбудовано. Бібліотека працювала спочатку в гуртожитку № 15, а з 1953 року в Будинку культури ДВРЗ.
Згідно з розпорядженням Дніпровської райдержадміністрації від 26 квітня 2001 року бібліотеку переведено до структури Дніпровської ЦБС